# Kontexte. Neue Beiträge zur historischen und systematischen Theologie
Kontexte. Neue Beiträge zur historischen und systematischen Theologie ist eine interdisziplinär angelegte theologische Buchreihe.
Sie wurde durch den systematischen Theologen Johannes Wirsching, Kirchliche Hochschule Berlin-Zehlendorf, gegründet und bis zu seinem Tod herausgegeben. In dieser Zeit erschienen 37 Bände im Verlag Peter Lang, Frankfurt (Main). Mit Band 38 wechselte die Reihe zu Edition Ruprecht, Göttingen. Sie wird herausgegeben durch Bernd Oberdorfer, Universität Augsburg, zeitweise gemeinsam mit Jörg Lauster, Ludwig-Maximilians-Universität München.